# Serrasalmus brandtii
Serrasalmus brandtii is een straalvinnige vis uit de familie van de Characidae. De wetenschappelijke naam van de soort werd in 1875 gepubliceerd door Christian Frederik Lütken. De soort werd vernoemd naar de Noor Peter Andreas Brandt, een medewerker in Brazilië van de Deense zoöloog en paleontoloog Peter Wilhelm Lund.